# Igman (kompleks skoczni)
Igman – kompleks skoczni narciarskich położony w masywie Igman w Górach Dynarskich, na południowy zachód od stolicy Bośni i Hercegowiny Sarajewa.
Skocznie posiadały punkty konstrukcyjne K112 i K90, a powstały z myślą o organizacji w Sarajewie XIV Zimowych Igrzysk Olimpijskich. Po igrzyskach okazjonalnie odbywały się na nich zawody pucharu Europy w skokach narciarskich. Obiekt popadł w ruinę podczas wojny w Bośni i Hercegowinie i mimo kilku projektów nie został do dziś odbudowany. Obecnie oba obiekty nie spełniają wymogów FIS. 
Pierwotnie obok zachowanych do dziś skoczni znajdowały się także trzy mniejsze obiekty.

## Historia

### Powstanie skoczni
W drugiej połowie lat 70. XX wieku Sarajewo rozpoczęło starania o organizacje w roku 1984 zimowych igrzysk olimpijskich. Kontrkandydatami położonego w ówczesnej Socjalistycznej Federacyjnej Republice Jugosławii miasta były szwedzki Göteborg oraz japońskie Sapporo, które poprzednio gościło zimowe igrzyska w 1972 roku. Ostatecznie 18 maja 1978 roku w Atenach Międzynarodowy Komitet Olimpijski przyznał prawo goszczenia igrzysk Sarajewu, które zobowiązało się do wybudowania w przeciągu kolejnych lat nowoczesnego centrum sportów zimowych. Wśród argumentów przemawiających za Sarajewem była potrzeba stworzenia nowego centrum sportów zimowych w tym rejonie Europy.
W następstwie decyzji MKOl lokalny komitet wybrał rejon Malo Polje w masywie Igman, popularny wśród amatorów biegów narciarskich, aby tam zbudować skocznie narciarskie. Jugosłowianie przygotowując ofertę olimpijską planowali zbudować dwie skocznie jako osobne obiekty, ale po przyznaniu praw zmieniono koncepcję i postanowiono zbudować jeden wspólny obiekt, który miał pozwolić na lepsze wykorzystanie po zakończeniu igrzysk. Projekt skoczni został przedstawiony 30 kwietnia 1979, a Rada Miasta Sarajewo zatwierdziła go we wrześniu tego samego roku. W październiku 1979 roku projekt został zaakceptowany przez Międzynarodową Federację Narciarską. W tym samym czasie rozpoczęto pierwsze prace związane z infrastrukturą drogową, która miała połączyć obiekty z miastem. 
Budowa skoczni oraz wieży sędziowskiej rozpoczęła się 1 lipca 1980 roku, a została zakończona 1 grudnia 1982. Od października 1982 do października 1983 trwały prace przy konstruowaniu wyciągu krzesełkowym. Pierwsze konkursy, będące próbą przedolimpijską, odbyły się na obiekcie Igman 12 i 13 lutego  1983 roku. 

### Zimowe Igrzyska Olimpijskie 1984

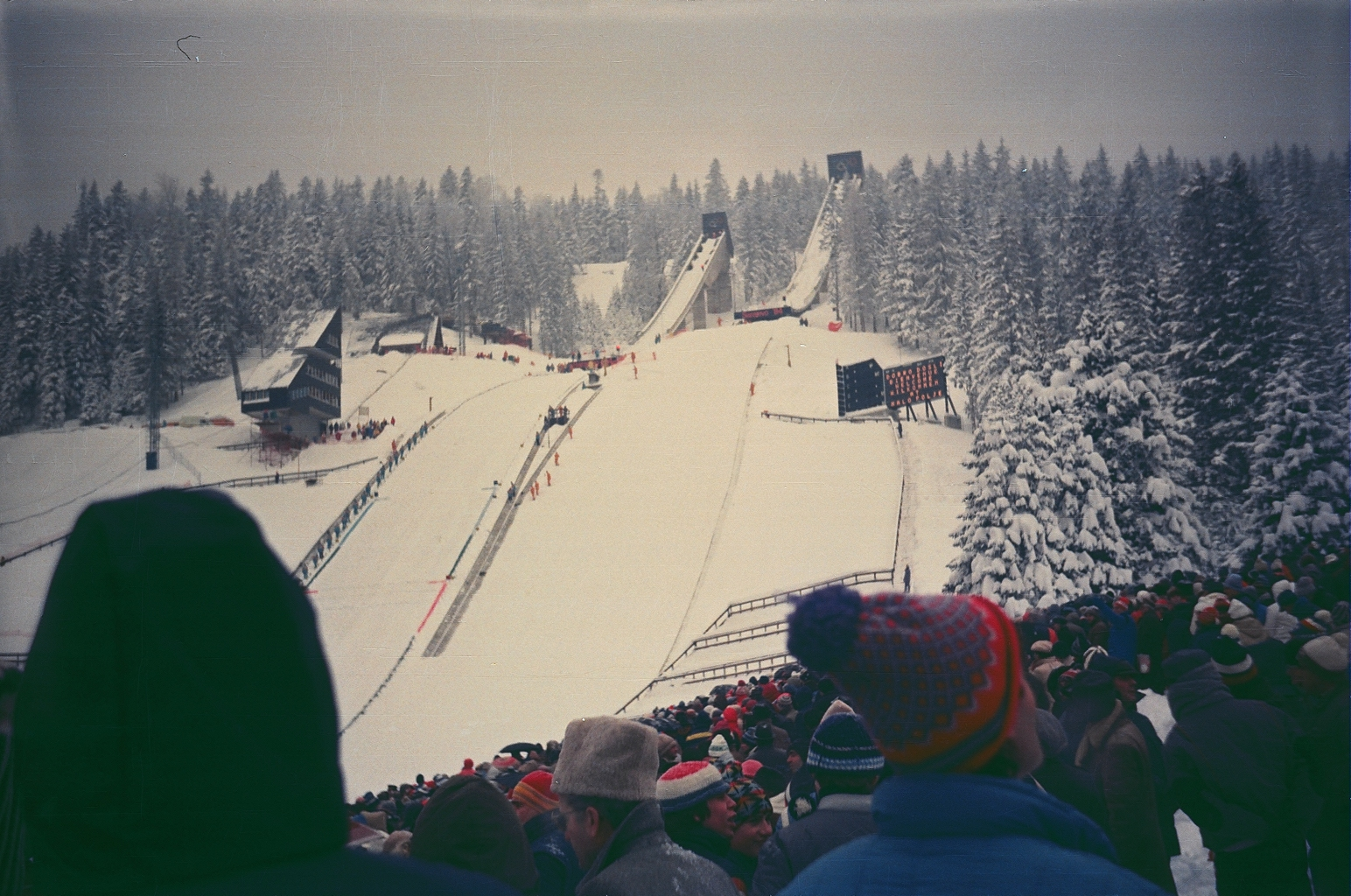
Konkurs olimpijski na skoczni normalnej

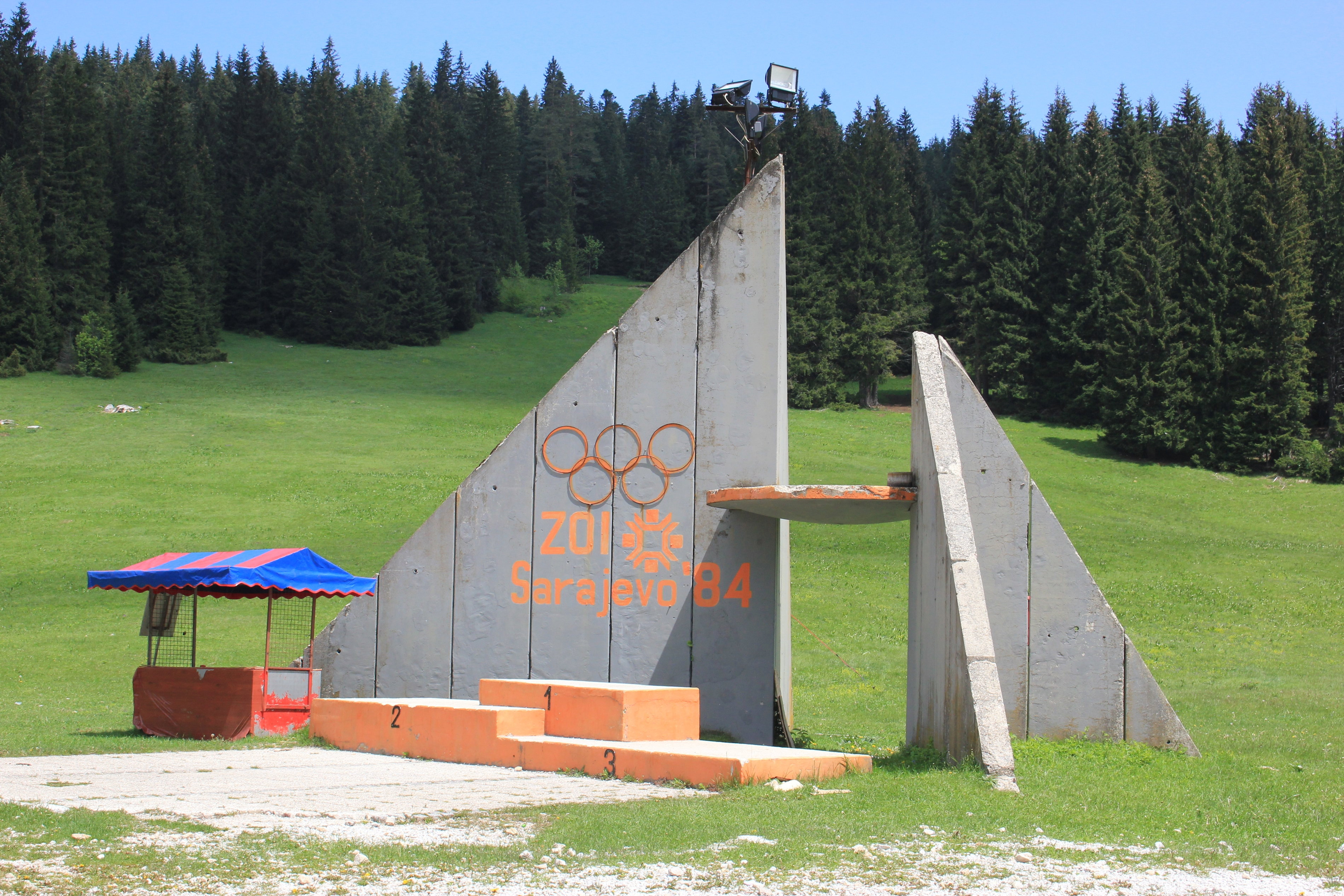
Logo igrzysk z 1984 roku przy podium zlokalizowanym u podnóża skoczni

Podczas igrzysk olimpijskich na skoczniach odbyły się dwa konkursy skoków, cieszące się bardzo dużym zainteresowaniem kibiców, których przybyło ok. 90 000.  Zwycięzcą konkursu na skoczni dużej został Matti Nykänen, który wyprzedził Jensa Weißfloga oraz Pavla Ploca. Na skoczni normalnej wygrał Jens Weißflog, wyprzedzając Mattiego Nykänena oraz Jariego Puikkonena. Igman był także częścią rywalizacji w kombinacji norweskiej, która zakończyła się zwycięstwem Norwega Tom Sandberg, a srebro i brąz zdobyli Finowie: Jouko Karjalainen i Jukka Ylipulli.

### Po igrzyskach, lata 90. XX wieku
Po zmaganiach olimpijskich skocznia Igman gościła w kolejnych latach zawody pucharu Europy w skokach narciarskich (w sezonach 1984/1985, 1985/1986, 1987/1988, 1988/1989). Ostatnie oficjalne zawody międzynarodowe odbyły się na skoczni Igman we wrześniu 1989 roku.  
Podczas trwającego w latach 1992–1995 oblężenia Sarajewa teren, na którym położone są skocznie był częścią strefy buforowej pomiędzy Republiką Serbską i terenami kontrolowanymi przez armie bośniacką. W rejonie skoczni także trwały walki. W trakcie wojny w Bośni i Hercegownie rejon skoczni był także miejscem walk. Po zakończeniu działań zbrojnych w rejonie masywu Igman powstały pomniki upamiętniające wydarzenia.

### XXI wiek

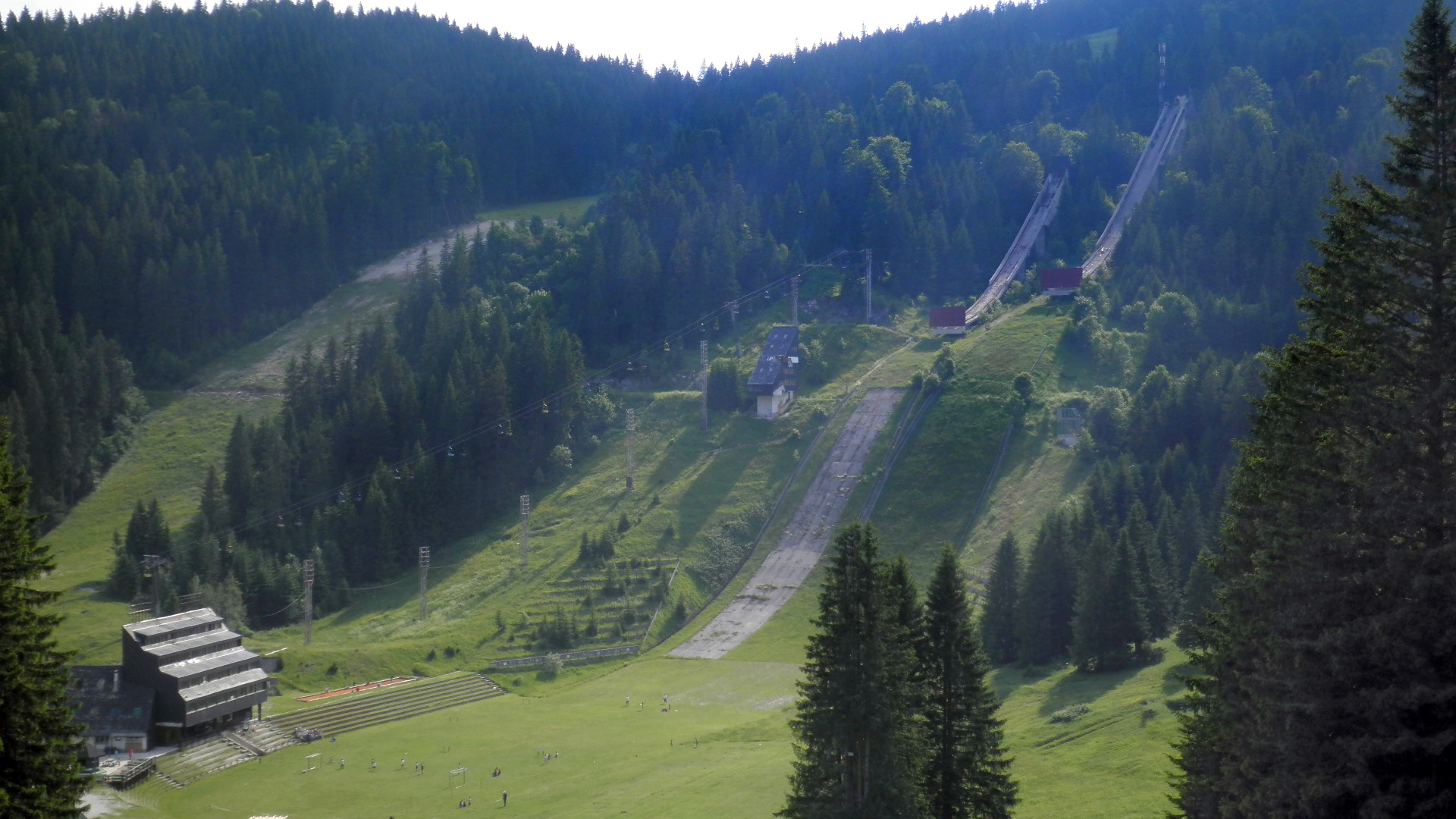
Obecny widok na skocznie Igman

Pierwsze plany odbudowy skoczni po działaniach wojennych wiązały się z wysunięciem kandydatury Sarajewa, w roku 1999, do organizacji igrzysk zimowych w 2010 roku. Projekt ten nie został jednak wcielony w życie, a Międzynarodowy Komitet Olimpijski nie przyjął bośniackiej kandydatury. W kolejnych latach plany modernizacji niszczejących skoczni (m.in. przesunięcie punktu K na 90 i 120 metr) miała współfinansować Unia Europejska, ale nie doszło to do skutku. 
Kolejne plany związane z remontem skoczni wiązał się z przyznaniem stolicy Bośni i Hercegowiny prawa do organizacji olimpijskiego festiwalu młodzieży w 2017 roku (EYOF). Później Sarajewo zamieniło się z Erzurum w roli gospodarza zimowego EYOF-u i zamiast w 2017 roku zorganizowało edycję w 2019 roku. Ostatecznie w programie zawodów zabrakło skoków narciarskich oraz kombinacji norweskiej, ponieważ ze względów na duże koszty nie podjęto się remontu obiektów Igman. 
Na początku 2020 roku Barcelona, chcąca ubiegać się o prawo do organizacji zimowych igrzysk w roku 2030, złożyła propozycję lokalnym władzom olimpijskim Bośni i Hercegowiny, aby w przypadku przyznania jej imprezy konkursy skoków narciarskich rozegrać w Sarajewie. Propozycja wynika z partnerstwa pomiędzy Barceloną i Sarajewem, a oprócz konkurencji klasycznych obejmowała także potencjalne rozegranie zawodów na odbudowanym torze bobslejowo-saneczkarskim na zboczu szczytu Trebević.